# Oskar von Sperling

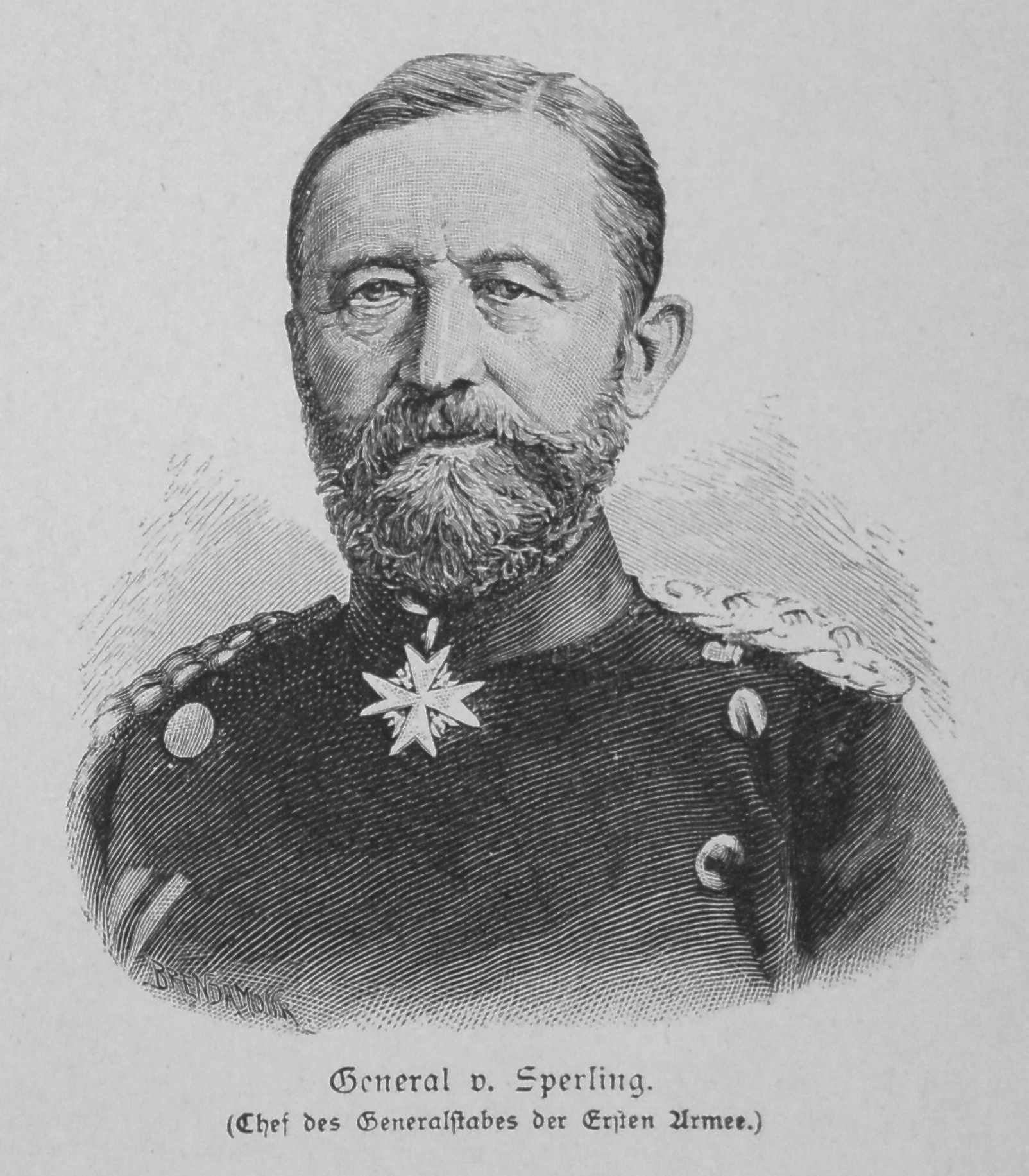
Generalmajor Oskar von Sperling

Oskar Ernst Karl von Sperling (* 31. Januar 1814 in Cölleda; † 1. Mai 1872 in Dresden) war ein preußischer Generalmajor.

## Leben

### Herkunft
Er war der Sohn von Ernst Wilhelm von Sperling (1782–1848) und dessen Ehefrau Wilhelmine Karoline, geborene von Wurmb (1793–1822) aus dem Hause Embleben. Sein Vater war Fideikommissherr auf Balgstädt und Ostramondra. Der Generalleutnant Otto von Sperling (1821–1915) war sein Bruder.

### Militärkarriere
Sein Eintritt erfolgte am 31. Januar 1832 als Offiziersaspirant in das 31. Infanterie-Regiment, in welchem er am 13. März 1835 das Patent als Sekondeleutnant erhielt. Zwischen 1838 und 1841 wurde er an die Allgemeine Kriegsschule kommandiert und fand danach als Adjutant Verwendung in der topographischen Abteilung des Generalstabes. 1848 kurzfristig zur Garde-Artilleriebrigade kommandiert, machte Sperling 1849 als Adjutant der mobilen Infanterie-Brigade der Division „von Schack“ den Feldzug in Baden mit. Er nahm am Gefecht bei Ladenburg, am Federbach, bei Ausfall aus Rastatt und bei der Zernierung der aufständischen Bundesfestung teil. Er wurde noch 1849 zum Premierleutnant ernannt und zum 29. Infanterie-Regiment versetzt. Mit Patent vom 16. November 1852 zum Hauptmann befördert, verblieb er bis zum April 1857 als Adjutant bei der 15. Division. Danach wurde er Kompaniechef beim 32. Infanterie-Regiment. Im Januar 1858 wurde er in den Großen Generalstab versetzt und zum Major befördert. 1860/61 fungierte er als Militärbeobachter in Italien und wohnte der Belagerung von Gaeta bei. Am 18. Oktober 1861 wurde er Oberstleutnant und fand als Stabsoffizier in verschiedenen Großverbänden Verwendung. Im März 1863 stieg er zum Chef des Generalstabes des VI. Armee-Korps auf. In dieser Position nahm er 1864 am Feldzug gegen Dänemark teil. Am 18. Juni 1865 zum Oberst aufgestiegen, machte er den Feldzug nach Böhmen im Bereich der 2. Armee mit. Für seine Generalstabsarbeit im Generalkommando VI., welches am 3. Juli 1866 auch in die Schlacht von Königgrätz eingriff, erhielt Sperling am 16. September den Orden Pour le Mérite verliehen. 1868 avancierte er mit Patent vom 3. Juli zum Generalmajor und erhielt am 18. Juni 1869 das Kommando über die 19. Infanterie-Brigade in Posen.
Am 18. Juli 1870 wurde er zum Chef des Generalstabes der 1. Armee unter General Karl Friedrich von Steinmetz ernannt und machte bis Ende Oktober 1870 die Belagerung von Metz mit. Durch Kabinettsorder vom 6. September wurde er für die Dauer der Abwesenheit des erkrankten Generalmajors von Wedell mit der Führung der 29. Infanterie-Brigade beauftragt. Im Oktober 1870 erkrankte Sperling selbst an der Ruhr, traf aber am 3. Dezember wieder beim Oberkommando der Armee Manteuffel in Nordfrankreich ein. Als General von Goeben am 9. Januar 1871 die Führung der 1. Armee übernahm, stand ihm Sperling zur Seite, während sein Vertreter Oberst von Wartensleben, der bisherige Oberquartiermeister der 1. Armee den Generalstabsposten der neuformierten Südarmee im Jura erhielt. Sperling nahm noch an der Schlacht von Saint-Quentin teil, sah sich aber nach den Strapazen des letzten Kampfes genötigt seinen Abschied einzureichen. Kaiser Wilhelm I. versetzte ihn am 27. Mai 1871 zu den Offizieren der Armee. Zur Wiederherstellung seiner Gesundheit nahm Sperling vom 13. Juni bis 20. September 1871 eine Kur in der Schweiz. Nach seiner Rückkehr erhielt er die Erlaubnis, seinen Aufenthalt in Dresden zu nehmen. Noch am 22. März 1872 erhielt er eine Prämie von 50.000 Talern, bevor er am 1. Mai 1872 in Dresden starb. Sperling wurde anschließend in Bad Kösen beigesetzt.
Er galt als hochbegabter Offizier, so schrieb der General von Moltke 1865 in seiner Beurteilung: Oberst von Sperling ist eifrig bemüht gewesen, Kriegserfahrungen zu sammeln, wo sich irgend Gelegenheit dazu bot. Es ist ein intelligenter, umsichtiger Chef des Generalstabes, war er auch durch die gelungene Leitung seiner diesjährigen Übungsreise bewährt hat. Wird voraussichtlich als Truppenführer in höherer Stellung Tüchtiges leisten.

### Familie
Er hatte sich am 2. Juni 1845 in Erfurt mit Pauline von Klaß (1824–1899) verheiratet. Sie war die Tochter des späteren preußischen Generalleutnants Wilhelm von Klaß (1786–1850). Aus der Ehe gingen folgende Kinder hervor.
- Hans Ernst (1846–1899), preußischer Premierleutnant a. D.
- Helene Pauline (* 1847)
- Helene (* 1848) ⚭ Eduard Julius Ludwig von Lewinski, preußischer General der Artillerie
- Kurt (1850–1914), preußischer General der Infanterie
- Erich (1851–1889), deutscher Korvettenkapitän
- Hedwig Bertha (1852–1925) ⚭ Georg von Manstein, preußischer Generalleutnant
- Gertrud (1860–1921) ⚭ Paul von Hindenburg, preußischer Generalfeldmarschall und Reichspräsident